# Rhacophorus verrucopus
Rhacophorus verrucopus és una espècie de granota que viu a la Xina i, possiblement també, a l'Índia.